# Hyperlopha irrorata
Hyperlopha irrorata là một loài bướm đêm trong họ Noctuidae.